# Haptomer

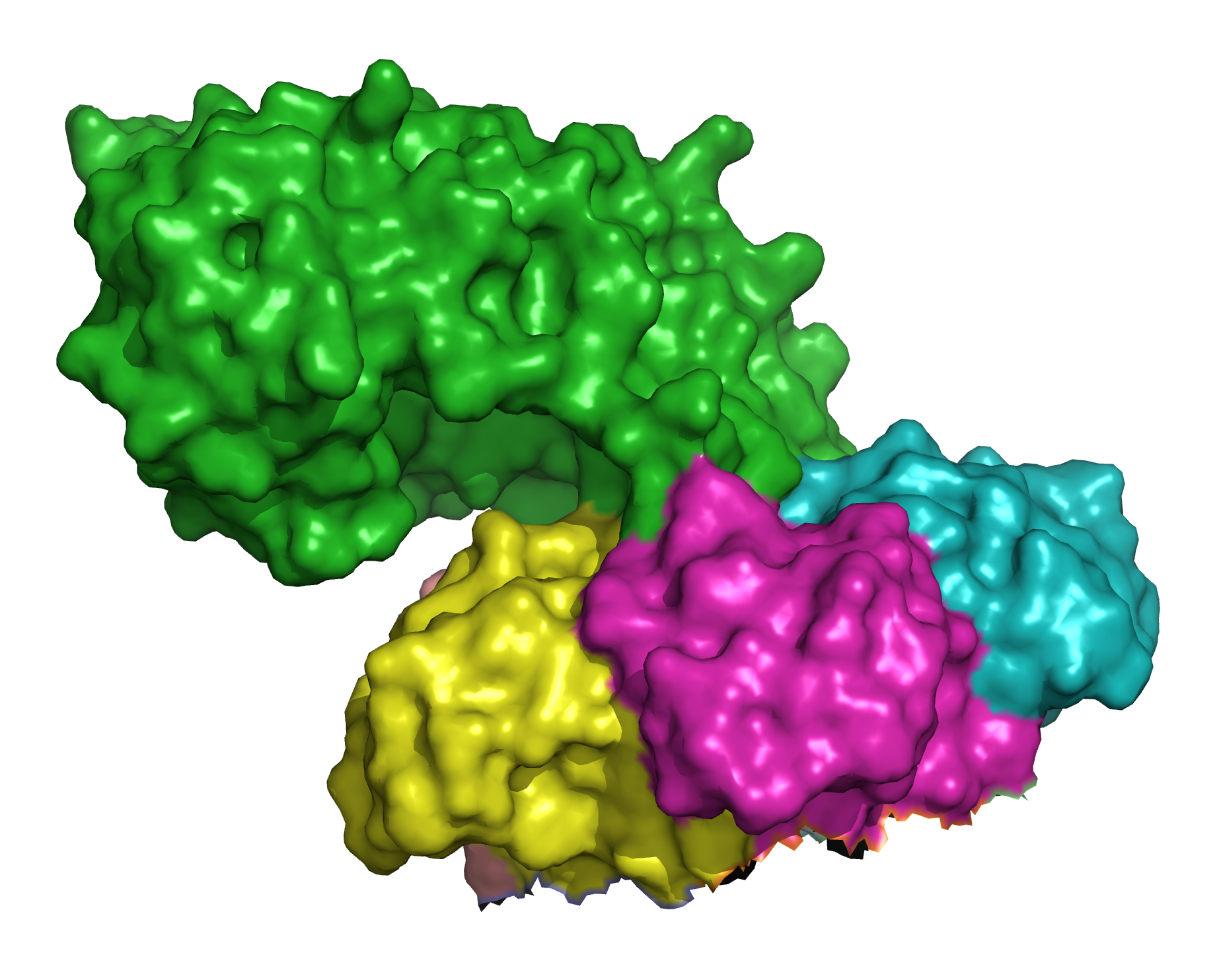
Oberflächenmodell des Shigatoxins bestehend aus dem Effektomer (grün) und dem pentameren Haptomer (farbig)

Ein Haptomer ist ein Molekül oder ein Teil eines Moleküls, das in größeren Molekülen oder Molekülkomplexen für die Bindung an die Zellmembran einer Zielzelle verantwortlich ist. Als weiterer Bestandteil kann an das Haptomer ein meist toxisches Effektomer gebunden sein. Das Anbinden eines Haptomers an die Zellmembran der Zielzelle ermöglicht somit dem Effektomer, seine Wirkung zu entfalten.
Die Begriffe Haptomer und Effektomer finden insbesondere bei Lektinen und anderen toxischen Proteinen Anwendung, um den zellbindenden von dem toxischen Anteil zu unterscheiden.
| Protein/Proteinkomplex | Haptomer         | Effektomer     | Spezifität des Haptomers                                      |
| ---------------------- | ---------------- | -------------- | ------------------------------------------------------------- |
| Abrin                  | B-Untereinheit   | A-Untereinheit | Mannoserezeptor                                               |
| Choleratoxin           | B-Untereinheiten | A-Untereinheit | Ganglioside                                                   |
| Diphtherietoxin        | B-Untereinheit   | A-Untereinheit |                                                               |
| Ricin                  | B-Untereinheit   | A-Untereinheit | Galactose-β1-4-N-Acetylgalactosamin-β1-Reste, Mannoserezeptor |
| Shiga-Toxin            | B-Untereinheiten | A-Untereinheit | Globotriaosylceramide                                         |